# 谭甫仁
谭甫仁（1910年4月1日—1970年12月17日），男，广东仁化人，中国人民解放军昆明军区政委，中将。中共七大代表，中国共产党第九届中央委员会委员，云南省革命委员会主任，1970年被枪杀。

## 生平
谭甫仁生于广东省仁化县，16岁高小毕业后，参加了家乡的农民运动，在区农民协会秘书，负责宣传。四一二清共后，参加澎湃领导的东江农民起义，兵败后，他所在的江北农军于1927年7月在南昌编入贺龙的国民革命军第20军，17岁的谭甫仁随部队参加了南昌起义，兵败所部溃散，逃亡途中因为饿的受不了，在江西一个招兵站当了驻赣的朱培德滇军第9军的杨如轩第27师的79团1营士兵。1928年2月18日宁冈县新城战斗中，孤军深入的杨如轩第27师第79团第1营被突袭歼灭，谭甫仁被俘后会唱《国际歌》，陈士榘告诉了东江起义领导人朱云卿。朱云卿说这是一个红色苗子。担任工农革命军第四军士兵委员会干事。1928年5月重新入党，1929年即升任红四军第31团第1营党委干事。1930年初任红十二军连指导员。1930年底任红12军36师108团政委。红一军团第一师政治部组织科科长。长征时任军委总政治部组织部组织科科长。红十五军团第78师政治部主任。
抗日战争时期，任八路军115师344旅687团政治处主任、344旅政治部副主任，八路军野战政治部组织部部长，115师343旅政治委员，八路军第二纵队韩先楚新编第三旅政治委员，115师教导第七旅政治委员，1940年7月冀鲁豫军区副司令员。1941年进中央党校。
第二次国共内战时期，赴东北担任舒兰军分区政委、1946年1月任吉辽军区第23旅政委。1946年4月第一次解放长春战役中任攻城东北纵队政委，纵队司令员曹里怀。四平保卫战后任吉辽军区政治部主任。1946年7月任吉林军区政治部主任。1948年4月任东北野战军第七纵队副政治委员兼政治部主任。1950年4月升任第四十四军政治委员。
44军番号撤销后，先后任广西军区副政委兼政治部主任、第三政委。武汉军区副政治委员、第二政委，军事法院院长。文革初在军委工程兵政委任上。被毛泽东提名为“中央毛泽东思想学习班”办公室主任。1968年调任昆明军区政治委员。1968年8月任云南省革命委员会首任主任。
1955年被授予中国人民解放军中将军衔，并获二级八一勋章、一级独立自由勋章、一级解放勋章。

## 被杀
1970年12月17日凌晨，在谭甫仁主持召开云南全省第二届学习毛主席著作积极分子代表大会（又称“万人大会”）闭幕之后第三天，谭甫仁和王里岩夫妇在昆明军区大院住宅内被一名正受审查的军区政治部保卫部保卫科副科长（副团级）王自正枪杀，当场身亡。这是自中华人民共和国成立以来，首例将军被枪杀的事件。关于谭甫仁被杀真相和破案经过，官方说法是参加侦破谭案的公安部刑侦技术专家王广沂的《春城枪声——谭甫仁将军被害案侦破始末》，原载《人民公安》2003年第12期。1978年6月专案组对此案件做出结论，认定谭甫仁夫妇被害系王自正一人所为，既没有林彪反革命集团插手，也没有同伙配合；王自正伤人后自杀，是由于专案组缺乏经验，决策失误，措施不当所致；对案件被隔离审查的人员解除审查，恢复名誉。这一结论报告经昆明军区、云南省委批准后，上报党中央、国务院和中央军委。

## 家庭
- 儿子：谭一兵，1946年生。解放军少将。
- 女儿：谭一丹，医生。

## 外部連結
- 中国共产党新闻>>资料中心>>中国人民解放军开国将帅名录（页面存档备份，存于）
- 谭甫仁奉林彪之命打周恩来飞机的真相（页面存档备份，存于）
- 开国中将谭甫仁被杀时 警卫员正和保姆通奸（页面存档备份，存于）
- 春城枪声——谭甫仁将军被害案侦破始末（王广沂）

| 中華人民共和國政府职务           | 中華人民共和國政府职务                               | 中華人民共和國政府职务 |
| -------------------------------- | ---------------------------------------------------- | ---------------------- |
| 前任： 周兴 云南省人民委员会省长 | 云南省革命委员会主任 1968年8月－1970年12月           | 繼任： 周兴            |
| 中国共产党职务                   |                                                      |                        |
| 前任： 阎红彦                    | 中国共产党云南省委员会书记 1967年1月－1970年6月      | 繼任： 周兴            |
| 中国人民解放军职务               |                                                      |                        |
| 前任： 阎红彦                    | 中国人民解放军昆明军区政治委员 1968年5月－1970年12月 | 繼任： 周兴            |
| 前任： 黄志勇                    | 中国人民解放军工程兵政治委员 1965年8月－1968年5月    | 繼任： 李真            |